# Estissac (tổng)
Tổng Estissac là một tổng của Pháp nằm ở tỉnh Aube trong vùng Grand Est.
Tổng này được tổ chức xung quanh Estissac ở quận Troyes. 

## Hành chính
| Giai đoạn | Ủy viên         | Đảng          | Tư cách               |
| --------- | --------------- | ------------- | --------------------- |
| 2004-2010 | Didier Leprince | Divers droite | Thị trưởng Fontvannes |

## Các đơn vị hành chính
Tổng Estissac bao gồm 10 xã với dân số 5 264 người (điều tra năm 1999, dân số không tính trùng).
| Xã                  | Dân số | Mã bưu chính | Mã insee |
| ------------------- | ------ | ------------ | -------- |
| Bercenay-en-Othe    | 380    | 10190        | 10037    |
| Bucey-en-Othe       | 341    | 10190        | 10066    |
| Chennegy            | 398    | 10190        | 10096    |
| Estissac            | 1 724  | 10190        | 10142    |
| Fontvannes          | 553    | 10190        | 10156    |
| Messon              | 297    | 10190        | 10240    |
| Neuville-sur-Vanne  | 340    | 10190        | 10263    |
| Prugny              | 316    | 10190        | 10307    |
| Vauchassis          | 491    | 10190        | 10396    |
| Villemaur-sur-Vanne | 424    | 10190        | 10415    |

## Thông tin nhân khẩu
| 1962                                                     | 1968  | 1975  | 1982  | 1990  | 1999  |
| -------------------------------------------------------- | ----- | ----- | ----- | ----- | ----- |
| 4 080                                                    | 4 359 | 4 373 | 4 890 | 5 125 | 5 264 |
| Nombre retenu à partir de 1962 : dân số không tính trùng |       |       |       |       |       |